# Palais de la Nation (Kinshasa)

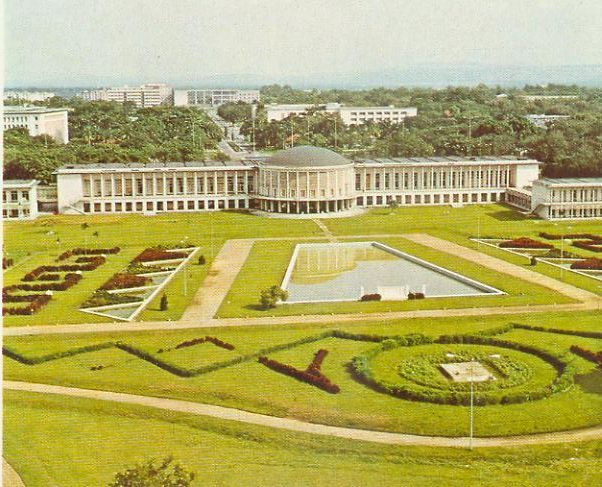
Achterzijde van het paleis

Het Palais de la Nation (Paleis der Natie) is sinds 2001 de officiële residentie van de president van Congo-Kinshasa. Het staat aan de oever van de rivier de Kongo in de gemeente Gombe in het noorden van de hoofdstad Kinshasa.
Het werd gebouwd in 1956 naar ontwerp van Marcel Lambrichs en was bedoeld als residentie voor de gouverneur toen het land nog een Belgische kolonie was. Het ontwerp is geïnspireerd op het Koninklijk Museum voor Midden-Afrika in Tervuren en het Kasteel van Laken maar wel in de stijl van het functionalisme.
Na de Congolese onafhankelijkheid in 1960 werd het paleis een symbool voor de nieuw gevormde staat. Het gebouw werd gebruikt voor de ceremonies waarmee de onafhankelijkheid gepaard ging. Een beroemde toespraak door Patrice Lumumba waarmee hij het kolonialisme bekritiseerde vond hier plaats op 30 juni 1960. Het gebouw werd korte tijd gebruikt als parlementsgebouw.
Op het plein voor het paleis staat tegenwoordig het mausoleum van Laurent-Désiré Kabila.